# Poul Bram
Poul Bram (født 10. maj 1896 i Hellerup) var en dansk murer og atlet som løb for IF Sparta. Han vandt to danske mesterskaber på 10.000 meter.

## Danske mesterskaber
- Guld 1923 10.000 meter 34,16,9
- Guld 1922 10.000 meter 33,38,5
- Sølv 1921 10.000 meter 34,29,0
- Sølv 1919 5000 meter ?